# Adel' Latypov
Adel' Il'berovič Latypov (in russo Адель Ильберович Латыпов?; Kazan', 16 dicembre 1990) è un pallanuotista russo, vincitore di due campionati russi, due Coppe di Russia e una LEN Euro Cup.

## Palmarès
- Campionato russo: 2

Spartak Volgograd: 2013, 2014
- Coppa di Russia maschile: 2

Sintez Kazan': 2010
Spartak Volgograd: 2013
- Coppe LEN: 1

Spartak Volgograd: 2014